# 29ª Armata combinata delle guardie
La 29ª Armata combinata delle guardie (in russo 29-я гвардейская общевойсковая армия?, 29-ja gvardejskaja obščevojskovaja armija; unità militare 01390) è una formazione delle Forze terrestri russe, facente parte del Distretto militare orientale e con base a Čita.

## Storia
La formazione è l'erede della 29ª Armata sovietica.
L'armata è stata costituita in conformità con il decreto del Presidente della Federazione Russa del 6 luglio 2010 "Sulla composizione delle forze armate della Federazione Russa", la direttiva del Ministro della Difesa della Federazione Russa del 18 luglio 2010 "Sulle misure organizzative attuate nelle forze di terra nel 2010" e le istruzioni dello Stato Maggiore delle Forze Armate della Federazione Russa del 24 luglio 2010, venendo ultimata ufficialmente il 23 agosto 2010.
Il 4 marzo 2024, la 29ª Armata combinata è stata insignita del titolo onorifico di unità delle guardie con decreto del Presidente della Federazione Russa per "l'eroismo di massa e il coraggio, la resilienza e il valore dimostrati dal personale dell'esercito nelle operazioni di combattimento per proteggere la Patria e gli interessi statali nei conflitti armati".

## Ordine di battaglia attuale
- 36ª Brigata fucilieri motorizzata delle guardie "Lozova" (unità militare 06705)
- 139ª Brigata d'assalto "Čeburaška" (unità militare 45375)
- 200ª Brigata artiglieria delle guardie (unità militare 48271)
- 3ª Brigata missilistica (unità militare 33558)
- 140ª Brigata missilistica contraerea delle guardie "Barysaŭ" (unità militare 32390)
- 101ª Brigata comando "Khingan" (unità militare 38151)
- 104ª Brigata logistica (unità militare 11387)
- 19º Reggimento difesa NBC (unità militare 56313)
- 44º Reggimento genio (unità militare 54009)
- 73º Battaglione manutenzione (unità militare 98607)
- 154º Battaglione comunicazioni

## Comandanti
- Tenente generale Aleksandr Romančuk (agosto 2010 - 2014)
- Tenente generale Aleksej Avdeev (luglio 2014 - aprile 2017)
- Maggior generale Evgenij Poplavskij (aprile 2017 - novembre 2018)
- Tenente generale Roman Berdnikov (novembre 2018 - novembre 2021)
- Maggior generale Andrej Kolesnikov (dicembre 2021 - 2022)
- Maggior generale Aleksandr Ignatenko (prima del 13 settembre 2022 - 2023)[3]
- Maggiore generale Pëtr Bolgarev[4]
- Maggiore generale Oleg Moiseev